# ميكي كامينز
ميكي كامينز (بالإنجليزية: Micky Cummins)‏ هو مدرب كرة قدم ولاعب كرة قدم أيرلندي، ولد في 1 يونيو 1978 في دبلن في جمهورية أيرلندا. شارك مع منتخب جمهورية أيرلندا تحت 21 سنة لكرة القدم. أما مع النوادي، فقد لعب مع بورت فايل ودارلينجتون إف سى وغريمسبي تاون ونادي روذرهام يونايتد ونادي ميدلزبره.

## وصلات خارجية
- ميكي كامينز على موقع الاتحاد الدولي (مؤرشف)  (الإنجليزية)
- ميكي كامينز على موقع قاعدة بيانات كرة القدم.إي يو (الإنجليزية)
- ميكي كامينز على موقع Soccerbase.com (لاعب) (الإنجليزية)
- ميكي كامينز على موقع عالم كرة القدم.نت (الإنجليزية)